# Петрехейцешть
Петрехейцешть, Петрехейцешті (рум. Pătrăhăițești) — село у повіті Алба в Румунії. Входить до складу комуни Арієшень.
Село розташоване на відстані 343 км на північний захід від Бухареста, 76 км на північний захід від Алба-Юлії, 75 км на південний захід від Клуж-Напоки, 139 км на північний схід від Тімішоари.

## Населення
За даними перепису населення 2002 року у селі проживали 72 особи, усі — румуни. Усі жителі села рідною мовою назвали румунську.